# Edelweiss (train)
L'Edelweiss était un train reliant Amsterdam à Zurich entre 1928 et 1979. Il tient son nom de la plante de montagne, utilisée comme un véritable emblème national en Suisse. Initialement exploité comme train de luxe "de jour" par la CIWL, il deviendra un TEE après la Seconde Guerre mondiale en 1957. 

## Histoire
La CIWL met en route ses premiers trains de luxe en 1883, la vitesse commerciale de l'époque induit qu'il s'agit de trains où la clientèle peut dormir, avec des voitures à bogie et caisses en teck composées de luxueuses suites et de voitures-restaurants. Après la Première Guerre mondiale, la compagnie n'a plus accès au Rhin, car en Allemagne perdure la compagnie Mitropa, qui a repris les trains CIWL durant le conflit. La CIWL envisage toutefois de doubler le Rheingold, qui relie Amsterdam à Bâle par le Rhin, par un train contournant l'Allemagne et transitant donc par le Luxembourg et la plaine d'Alsace. 
L'Edelweiss voit ainsi le jour en 1928 (quelques semaines après le Rheingold) comme train de jour, composé de voitures salons Pullmann, dont une sur deux disposait également d'une cuisine afin de restaurer les passagers directement à leurs (confortables) fauteuils, ainsi que de fourgons à bagages permettant aux passagers de déménager de manière commode leurs effets personnels. La traction (vapeur) est assurée par les compagnies des pays traversés. Le temps de parcours avant l'interruption temporaire des circulations en 1939 est d'environ 10 h. Côté Suisse, le terminus est éclaté, avec des voitures poursuivant vers Zurich et d'autres vers Lucerne. Il arrive aux chemins de fer suisses de faire circuler ensemble des voitures des deux trains sur certaines antennes. En 1937, l'Edelweiss est le train commercial le plus rapide de France avec une moyenne de 107,2 km/h entre Strasbourg et Mulhouse, alors que le record mondial et le ruban bleu frise les 120 km/h à l'époque.
Après la Seconde Guerre mondiale, le train circule pour le compte des opérateurs nationaux, et intègre des voitures moins luxueuses. La CIWL continue à y adjoindre ses voitures-restaurants et Pullman.
Le train est intégré dans le réseau TEE qui vise à offrir une réponse à la montée en puissance du transport aérien dès la création de ce réseau en 1977, avec une vitesse commerciale moyenne de 110 km/h de bout en bout (principalement grâce à l'utilisation d'automotrices RAm TEE I évitant les temps de changements de locomotives aux frontières et à la réalisation des contrôles douaniers en route).
En 1974, le parcours est limité à Bruxelles au nord, et le train est dédoublé par le TEE Iris. Vu qu'il ne dessert plus les Pays-Bas, le matériel est remplacé par des automotrices polytensions RAe TEE II pour ces deux paires de trains. La fréquentation continue toutefois à diminuer inexorablement, et en 1979, le train disparait, ou plus précisément, il est converti en train express international sans plus porter le nom d'Edelweiss.

## Parcours et arrêts
Horaires du Edelweiss au service d'hiver 1971/72
| TEE 91 | Pays       | Gare                       | km  | TEE 90 |
| ------ | ---------- | -------------------------- | --- | ------ |
| 10:17  | Pays-Bas   | Amsterdam CS               | 0   | 21:30  |
| 10:56  | Pays-Bas   | Den Haag HS                | 63  | 20:48  |
| 11:13  | Pays-Bas   | Rotterdam CS               | 86  | 20:31  |
| 11:50  | Pays-Bas   | Roosendaal                 | 144 | 19:53  |
| 12:13  | Belgique   | Antwerpen Oost             | 183 | 19:30  |
| 12:47  | Belgique   | Bruxelles-Nord             | 227 | 18:57  |
| 12:56  | Belgique   | Bruxelles Quartier Léopold | 234 | 18:49  |
| 13:28  | Belgique   | Namur                      | 289 | 18:15  |
| 14:54  | Belgique   | Arlon                      | 427 | 16:50  |
| 15:15  | Luxembourg | Luxembourg                 | 454 | 16:29  |
| 15:39  | France     | Thionville                 | 487 | 16:02  |
| 16:00  | France     | Metz-Ville                 | 517 | 15:42  |
| 17:22  | France     | Strasbourg                 | 680 | 14:20  |
| 18:19  | France     | Mulhouse                   | 782 | 13:21  |
| 18:42  | Suisse     | Basel SBB                  | 816 | 13:00  |
| 19:49  | Suisse     | Zürich HB                  | 905 | 11:47  |